# بخش بیلما
بخش بیلما (به لاتین: Bilma Department) یک منطقهٔ مسکونی در نیجر است که در منطقه آگادز واقع شده‌است. بخش بیلما ۲۹۶٬۲۷۹ کیلومتر مربع مساحت و ۱۷٬۹۳۵ نفر جمعیت دارد.